# في بطن الطائر الأخضر (كتاب)
في بطن الطائر الأخضر هو كتاب صدر عام 2006 بقلم نير روزن [الإنجليزية] والذي يصف الأحداث في العراق بعد الغزو الأمريكي وسقوط صدام حسين. يستند الكتاب إلى ما يقرب من ثلاث سنوات قضاها في العراق يراقب فيها الحياة العادية وتحدث مع مجموعة واسعة من الأشخاص المتورطين في العنف والمتأثرين به. وتتمثل أطروحة روزن في أن العراق بعد الغزو الأمريكي يعيش في حالة حرب أهلية، وأن الولايات المتحدة لن تستطيع أن تفعل الكثير لوقف العنف المتزايد الذي سيأخذ أوجه مستقبلًا. لقد تمكن روزن من الاستفادة من لغته العربية بطلاقة للاختلاط بالعراقيين.
لا ينبغي الخلط بين هذا الكتاب وكتاب "في قلوب الطيور الخضراء"، وهو نص إسلامي عن الحرب في البوسنة. يأخذ كلا الكتابين عنوانيهما من الاعتقاد الشائع بأن أرواح الشهداء تعيش في الجنة في قلوب الطيور الخضراء.